# 罗演
罗演（？—335年），中国五胡十六国时代成汉人物。
大成太宗李雄大哥李蕩的妻子罗氏，罗演是她的兄弟。他作为太子李班的舅父。334年，李雄的儿子李期杀李班篡位。罗演不满，于是和汉王相、天水人上官澹图谋杀死李期，立李班的儿子为君。335年，事情败露，李期杀死罗演、上官澹及李班生母罗氏。